# Okuizumo
Okuizumo (奥出雲町, Okuizumo-chō) est un bourg du district de Nita, dans la préfecture de Shimane, au Japon.

## Géographie

### Démographie
Au 1er mai 2015, la population d'Okuizumo s'élevait à 13 257 habitants répartis sur une superficie de 368,01 km2.

## Histoire
La création officielle du bourg d'Okuizumo date de 2005 après la fusion des anciens bourgs de Nita et de Yokota.